# Carlos Francisco
Carlos Domingo Francisco Serrano (22 maggio 1990) è un calciatore cubano, difensore del Santiago de Cuba.

## Carriera

### Club
Nel 2008 debutta con la maglia del Santiago de Cuba.

### Nazionale
Dal 2008 rappresenta la Nazionale cubana.